# 伊路利亞小姑娘
《伊路利亞小姑娘》是史蒂芬·金所著的短篇小說，最先收錄在羅伯特·西爾柏格主編的故事集《傳奇》中，2002年，史蒂芬又將故事收錄在自己的短篇小說集《史蒂芬金的14張牌》內。

## 故事簡介
羅蘭·德斯欽在前往黑塔的路途中，經過一個名為伊路利亞的小鎮，在鎮上，羅蘭遇到一倒臥蓄水池，死亡多時的少年，打算安葬少年時卻被一群怪物綠皮人襲擊昏倒。羅蘭醒後發現自己被五位修女救回，她們自稱伊路利亞小姑娘。羅蘭雖然醒了，但身體還是不能動彈，基於槍客的直覺，他認為伊路利亞小姑娘不太對勁，後來更發現她們是吸血鬼。她們帶回受傷者並用蟲子(她們稱之為「醫生」)治療病患，並餵食毒藥使病人昏迷。待病人痊癒之後就當作食物。羅蘭因為身上戴著從已逝少年身上取下的浮雕項鍊而暫時免於被伊路利亞小姑娘啃食。其中一名美麗的修女珍娜愛上他而在其他伊路利亞小姑娘打算幹掉羅蘭時，她偷偷給予羅蘭藥草以對抗同伴給羅蘭餵食的安眠藥，協助羅蘭逃走，並與其私奔。逃離之後，羅蘭和珍娜互相表達了愛意，但在吻了珍娜後，她消失了並化為千隻蟲子(以其原來的樣目)。羅蘭允許自己短暫的悲傷，但繼續他尋找黑衣人華特的行程，獨自一人。